# Daniele Scalise
Daniele Scalise (Roma, 2 luglio 1952) è un giornalista e scrittore italiano.

## Biografia
Nato professionalmente come ricercatore sociale, ha lavorato in Rai come programmista regista, ed è stato corrispondente di guerra per l'agenzia Quotidiani Associati.
Dedicatosi alla scrittura, si è prevalentemente occupato di discriminazioni di tipo razziale (antisemitismo) e sessuale (omofobia).
Scopertosi omosessuale in età adulta dovette affrontare la questione in famiglia, essendo già sposato.
Al suo rapporto con la figlia, e all'esperienza di genitore gay, è ispirata Lettera di un padre omosessuale alla figlia.
Nel 2000 ha curato una rubrica gay, «Cose dell'altro mondo», su Panorama; l'esperienza è proseguita dal febbraio 2001 all'agosto 2002 su L'Espresso con «GayWatch», poi abolita dalla nuova direttrice della testata, Daniela Hamaui; la rubrica è stata in seguito ospitata da il Foglio di Giuliano Ferrara con il titolo «Froci».
Oltre alle Rubriche, è stato collaboratore della rivista Prima Comunicazione dal 1996 al 2019.

### Produzione editoriale
Il primo lavoro editoriale di Scalise risale al 1996, Cose dell'altro mondo. Viaggio nell'Italia gay (Zelig editore), un'accurata inchiesta sulla condizione degli omosessuali di metà anni novanta. Sempre nello stesso anno ha fatto seguito Il caso Mortara (Mondadori), ricostruzione storica di un 'affaire' di metà Ottocento che sollevò l'opinione pubblica internazionale contro lo Stato Pontificio, il prelevamento e l'educazione forzata in un collegio cattolico di Edgardo Mortara, giovane ebreo bolognese tolto alla famiglia d'origine da papa Pio IX perché si diceva fosse stato battezzato in segreto - e senza che i genitori ne sapessero nulla - da una domestica cattolica. Il libro si è poi inserito nella polemica contro la beatificazione di Pio IX da parte di Karol Wojtyła. Il film di Marco Bellocchio Rapito (2023) si è ispirato liberamente al saggio Il caso Mortara (riedito negli Oscar Mondadori, aprile 2023). Del maggio 2023 è Un posto sotto questo cielo (Longanesi), romanzo ispirato alla stessa vicenda.
Tra il 2002 e il 2006 ha curato, per Mondadori, un'antologia di racconti a tematica omosessuale, Men on Men e, nel 2005, sempre rimanendo nel filone del pregiudizio di matrice cattolica, ha dato alle stampe I soliti ebrei (Mondadori), inchiesta che indaga sui pregiudizi più diffusi verso l'ebraismo, primo tra tutti quello di costituire una lobby avente lo scopo di dominare il resto dell'umanità.
Nel 2008 ha raccontato in Lettera di un padre omosessuale alla figlia (Rizzoli editore) la sua esperienza di genitore gay che è passato intorno ai trent'anni alla presa di coscienza della propria identità sessuale e della condivisione con una moglie, i genitori e soprattutto con la figlia all'epoca preadolescente.
Il libro è stato presentato al Salone del Libro di Torino nel maggio 2008 e, in settembre, al Festival della Letteratura di Mantova.
Nel maggio 2023 ha pubblicato Un posto sotto questo cielo (Longanesi), versione in forma di romanzo dell'affaire Mortara.

## Opere
- Cose dell'altro mondo. Viaggio nell'Italia gay. Milano, Zelig 1996. ISBN 8886471432
- Il caso Mortara. La vera storia del bambino ebreo rapito dal papa. Milano, Mondadori 1996. ISBN 8804415231
- Daniele Scalise (a cura di), Men on Men. Antologia di racconti gay, Milano, Mondadori 2002-2006. ISBN 8804557966
- I soliti ebrei. Viaggio nel pregiudizio antiebraico nell'Italia di oggi. Milano, Mondadori 2005. ISBN 8804537248
- Lettera di un padre omosessuale alla figlia. Milano, Rizzoli 2008. ISBN 8817020508
- Un posto sotto questo cielo. Milano, Longanesi 2023. ISBN 9788830449299